# Каллен (Луїзіана)
Каллен (англ. Cullen) — місто (англ. town) в США, в окрузі Вебстер штату Луїзіана. Населення — 716 осіб (2020).

## Географія
Каллен розташований за координатами 32°58′4″ пн. ш. 93°26′48″ зх. д. / 32.96778° пн. ш. 93.44667° зх. д. (32.967708, -93.446542).  За даними Бюро перепису населення США в 2010 році місто мало площу 3,00 км², з яких 2,99 км² — суходіл та 0,02 км² — водойми.

## Демографія
Згідно з переписом 2010 року, у місті мешкали 1163 особи в 488 домогосподарствах у складі 286 родин. Густота населення становила 387 осіб/км².  Було 637 помешкань (212/км²).
Расовий склад населення:
| - 85,6 % — чорних або афроамериканців - 13,2 % — білих - 0,2 % — азіатів |

До двох чи більше рас належало 0,8 %. Частка іспаномовних становила 1,1 % від усіх жителів.
За віковим діапазоном населення розподілялося таким чином: 28,4 % — особи молодші 18 років, 57,9 % — особи у віці 18—64 років, 13,7 % — особи у віці 65 років та старші. Медіана віку мешканця становила 37,9 року. На 100 осіб жіночої статі у місті припадало 82,3 чоловіків;  на 100 жінок у віці від 18 років та старших — 73,9 чоловіків також старших 18 років.
Середній дохід на одне домашнє господарство  становив 22 506 доларів США (медіана — 14 070), а середній дохід на одну сім'ю — 24 404 долари (медіана — 17 604). За межею бідності перебувало 40,7 % осіб, у тому числі 44,4 % дітей у віці до 18 років та 24,5 % осіб у віці 65 років та старших.
Цивільне працевлаштоване населення становило 158 осіб. Основні галузі зайнятості: виробництво — 25,9 %, освіта, охорона здоров'я та соціальна допомога — 18,4 %, будівництво — 16,5 %.